# Маријано Хосе де Лара
Маријано Хосе де Лара (шп. Mariano José de Larra) (Мадрид, 24. март 1809 — Мадрид, 13. фебруар 1837) био је шпански писац романтичар запажен по сатири и можда најбољи прозни писац Шпаније из 19. века.

## Биографија
Рођен је у Мадриду; његов отац служио је као лекар у француској војсци и био је приморан да са породицом напусти полуострво 1812. Године 1817. Лара се вратио у Шпанију, знајући мање шпански него француски. Природа му је била неуредна, образовање је било несавршено и, после узалудних покушаја да стекне диплому медицине или права, у двадесетој години непромишљено је склопио брак, прекинуо контакт са рођацима и постао новинар.
27. априла 1831. извео је своју прву драму Нема више писаћег стола (шп. No más mostrador), према Scribe и Dieulafoy. Иако жели оригиналност, сјајно је написан и одржавао је сцену дуги низ година. 24. септембра 1834. продуцирао је Масијас (шп. Macías), представу засновану на његовом сопственом историјском роману Млади племић дон Енрикеа ел Долиентеа (шп. El doncel de don Enrique el Doliente) (1834).
Драма и роман су занимљиви као експерименти, али Лара је у основи био новинар, а повећана слобода штампе након смрти Фернанда VII дала је његовом заједљивом таленту обилније поље. Већ је био познат под псеудонимима Хуан Перес де Мунгија и Figaro (шп. Juan Pérez de Munguía и Fígaro) које је користио у Јадном говорнику (шп. El Pobrecito Hablador) и Шпанском магазину (шп. La Revista Española). Мадрид се смејао његовом суморном хумору; министри су се плашили његовог витриолног пера и марљиво му се удварали; бранио је либерализам против побуне карлиста; изабран је за намесника Авиле и чинило се да је пред њим велика каријера. Али ера војних побуна уништила је његове личне изгледе и патриотске планове. Његово писање попримило је мрачнији призвук; домаће невоље повећале су његов песимизам и, као последица катастрофалне љубавне везе, починио је самоубиство пуцајући у себе у фебруару 1837.
Лара је живео довољно дуго да се докаже као највећи прозаиста којим се Шпанија може похвалити током 19. века. Писао је великом брзином са сталним страхом од цензора пред очима, али у његовом раду се то не примећује, а такође је писао са великом спретношћу. Његов политички инстинкт, обиље идеја и његов стил допринели су његовом успеху у Шпанији и поставили су га изнад сваког ривалства.